# أورلاندو ماجيك
نادي أورلاندو ماجيك (بالإنجليزية: Orlando Magic)‏ هو نادي كرة سلة من أورلاندو، فلوريدا، الولايات المتحدة الأمريكية. تأسس عام 1989.

## ألوان الفريق
الأزرق، الأبيض، الفضي، والأسود.

## سجل بطولات الفريق
لم يفز ببطولة الدوري الأمريكي لكرة السلة للمحترفين.

## وصلات خارجية
- موقع النادي الرسمي